# Juncus duthiei
Juncus duthiei är en tågväxtart som först beskrevs av Charles Baron Clarke, och fick sitt nu gällande namn av Henry John Noltie. Juncus duthiei ingår i släktet tåg, och familjen tågväxter. Inga underarter finns listade i Catalogue of Life.